# Шалом Аш
Шалом Аш (їд. שלום אש, пол. Szalom Asz) (1880—1957) — єврейський письменник

## Біографія
Один з десяти дітей Моше Аша — торговця худобою і власника готелю і Фрейди Малки Видавської. Він на все життя запам'ятав оповіді і історичні постаті Старого Завіту. Відомості про сучасний світ, що знаходиться десь за кордоном їх маленького містечка, молодий Шалом черпав із книжок Льва Толстого, Гоголя, Дікенса, Гете.
Шалом Аш в 18 років іде з дому і починає заробляти собі на життя у Влоцлавек приватними уроками: адже він досконало володіє трьома мовами — івритом, ідишем та польською. Першу новелу в 1899 році Аш написав на івриті і показав відомому єврейському письменнику Іцхаку Лейбуш Перецу. Той оцінив її позитивно, але порадив писати сучасною розмовною мовою — їдишем.
Друкуватися почав у 1900 (в тижневику «Юд» новелою «Мойшеле» на ідиш). Успіх у літературних колах принесла йому друга п'єса — «Мошіахс цайтн» («Пори Месії»), тоді як його перший драматичний твір — «За течією» — залишився непоміченим. Потім була революція 1905 року, і письменника бачили в рядах демонстрантів. Під час реакції він заглибився в історичні матеріали і написав повість «Руйнування храму». Дія творів автора відбувається в Польщі та в Бессарабії, Америці і в Україні (як, наприклад, в романі «Мері», виданому російською мовою в Берліні в 1925 році в тому ж видавництві Ладижнікова). У повістях «Містечко» (1905), «Багач Шлойме» (1909) Аш малює патріархально-релігійні засади єврейського містечка.
У 1910 році Аш відвідав свою родину в США. Потім він жив у Парижі. З початком Першої світової війни він повернувся до Америки. Після війни був активним у Берліні та Литві, а в 1920 році повернувся до Сполучених Штатів і отримав там громадянство. В 1925 році він приїхав до Європи — до Німеччини, Франції та Польщі, побував також і в СРСР. 9 листопада 1932 р. За літературні заслуги нагороджений офіцерським хрестом ордена Відродження Польщі. З 1938 р. оселився у США, а останні роки свого життя Шалом Аш провів у Бат-Джемі в Ізраїлі. У 1946 і 1947 роках номінувався на Нобелівську премію з літератури.
В США створив соціальні романи з життя пролетарів: «Мотки-злодій» (1917), «Дядя Мозес» (1917), «Мати», «Електричний стілець», «Повернення Хаїма Ледерера» та ін. Аш воскрешав древні перекази в романах «Во славу божу» (1920), «Кастильська чаклунка» (1921), «Псалмопівець» (1937), «Людина з Назарету» (1943) та ін. Біблійні мотиви лежать в основі романів «Марія» (1949), «Мойсей» (1951), що викликали серйозну критику як серед християн, так і євреїв. Шолом Аш також став автором таких творів, як «Вугілля» (1928), «Іст-рівер» (1947), «Гроссман і його син» (1954).

## Твори
- Містечко
- Америка
- Мати
- Чоловік з Назарета
- За віру батьків (про знищення євреїв в Україні в часи Хмельницького)